# Neumolkenberg
Neumolkenberg ist ein Wohnplatz im Ortsteil Schollene der Gemeinde Schollene im Landkreises Stendal in Sachsen-Anhalt.

## Geografie
Der Wohnplatz Neumolkenberg wird im Süden durch den „Schollener Seegraben“, landläufig „Lanke“ genannt, vom benachbarten Schollene getrennt. Direkt östlich des Ortes fließt der „Grützer Vorfluter“, ein Seitenarm der Havel im Fauna-Flora-Habitat-Gebiet „Untere Havel und Schollener See“.
Nachbarorte sind Nierow im Nordosten, Molkenberg im Norden, Parey im Osten und Schollene im Süden.

## Geschichte
1782 gehörte zum Dorf Molkenberg ein Vorwerk. Es könnte ein Vorläufer von Neumolkenberg gewesen sein.
Im Jahre 1826 errichtete der Kaufmann Carl Borchmann (auch Borgmann geschrieben) eine Ziegelei und Kalkbrennerei etwa 2 Kilometer südlich von Molkenberg, heute „An der Lackfabrik 6 und 7“. In der Nähe entstand der Molkenbergsche Anbau, 1842 so genannt. Auf einer Karte von 1851 sind Borgmanns Ziegelei und Kalkofen und südwestlich davon Neu Molkenberg verzeichnet.
In den Gemeindeverzeichnissen von 1871 bis zum Jahre 1931 gehört Neumolkenberg zur Gemeinde Molkenberg im Landkreis Jerichow II. 1950 wurde Molkenberg nach Schollene eingemeindet. 1980 wird Neumolkenberg als ein Teil der Gemeinde Schollene aufgeführt. So ist auch heute.

### Industrie
Der Ziegeleibesitzer Holstein wandelte 1860 die Ziegelei in eine Dampfziegelei um. Rohstoff war Tonerde, die von den nahegelegenen Wiesen abgetragen wurde. Später erfolgte eine Anlieferung aus den Tongruben bei Nitzow. Die Ziegelei stellte um 1926 ihre Produktion ein. Ende des 19. Jahrhunderts entstand südwestlich der Ziegelei, heute Finkenweg, Ecke Fischerweg, eine Stärkefabrik, die bis 1923 (oder 1926) die Kartoffeln der umliegenden Güter verarbeitete. Nach dem Zweiten Weltkrieg entstand eine Lackfabrik, die in den 1980er Jahren in eine Polstermöbelfabrik umgewandelt wurde, welche 1991 ihren Betrieb einstellte.

### Einwohnerentwicklung
| Jahr | Einwohner |
| ---- | --------- |
| 1840 | [0]7      |
| 1871 | 065       |
| 1885 | 105       |
| 1895 | 129       |
| 1905 | 110       |

## Religion
Die evangelischen Christen aus Neumolkenberg sind eingepfarrt in die Kirchengemeinde Molkenberg, die früher zur Pfarrei Schollene gehörte. Sie werden heute betreut vom Pfarrbereich Schönhausen des Kirchenkreises Stendal im Propstsprengel Stendal-Magdeburg der Evangelischen Kirche in Mitteldeutschland.

## Verkehr
Der Ort ist über die Landstraße 18 mit dem nördlich gelegenen Molkenberg verbunden. Es verkehren Linienbusse und Rufbusse von stendalbus. Der Havelradweg führt durch den Ort.